# Villa Fourcade
La villa Fourcade est une maison remarquable de l'île de La Réunion, département et région d'outre-mer français dans le sud-ouest de l'océan Indien. Située sur le territoire communal de Saint-Denis dans le quartier de La Montagne, elle est inscrite en totalité à l'inventaire supplémentaire des Monuments historiques depuis le 14 août 2000,.